# Zaranga
Zaranga is een geslacht van vlinders van de familie tandvlinders (Notodontidae).

## Soorten
- Z. citrinaria Gaede, 1884
- Z. pannosa Moore, 1884
- Z. permagna Butler, 1881